# Nederländerna i olympiska vinterspelen 1952
Nederländerna deltog med 11 deltagare vid de olympiska vinterspelen 1952 i Oslo.  Totalt vann de tre silvermedaljer.

## Medaljer

### Silver
- Kees Broekman  - Skridskor - 5 000 och 10 000 meter.
- Wim van der Voort  - Skridskor - 1 500 meter.